# 島津友久
島津 友久（しまづ ともひさ）は、室町時代後期から戦国時代にかけての武将。薩摩国島津氏の分家・相州家初代当主。
島津宗家9代当主・島津忠国の庶長子であったため本家を継ぐことができず、田布施を与えられて相模守を称した。これに対し、新名一仁は忠国と弟の島津持久との内紛に関する論文の中で、友久の母方の伯父(もしくは叔父)伊作教久は持久方、宗家10代当主となった異母弟の立久の外祖父新納忠臣は忠国方であった事実を指摘し、忠国陣営が自派の求心力を保つために対立する伊作氏の血を引く友久ではなく、支持者である新納氏の血を引く立久が後継に選んだとする。「相州家」の名は友久の受領名に由来している。
宗家11代当主・忠昌に対し反乱を起こすが、忠昌の討伐軍に敗れた後は宗家に従った。
明応2年（1493年）死去、享年62。